# Phaedrotoma atomica
Phaedrotoma atomica är en stekelart som först beskrevs av Fischer 1962.  Phaedrotoma atomica ingår i släktet Phaedrotoma och familjen bracksteklar. Inga underarter finns listade i Catalogue of Life.